# トライアンフ・TR65サンダーバード
トライアンフ・TR65サンダーバード（Triumph TR65 Thunderbird）は1981年から1983年にトライアンフ労働者協同組合がメリデン工場で製造したオートバイ。TR65は、1949年の初代6Tサンダーバードで初めて使用されたトライアンフ・サンダーバードのモデル名の再導入である。ショートストローク化したデイトナ600が1983年に設計されたが、量産には至らなかった。

## 開発

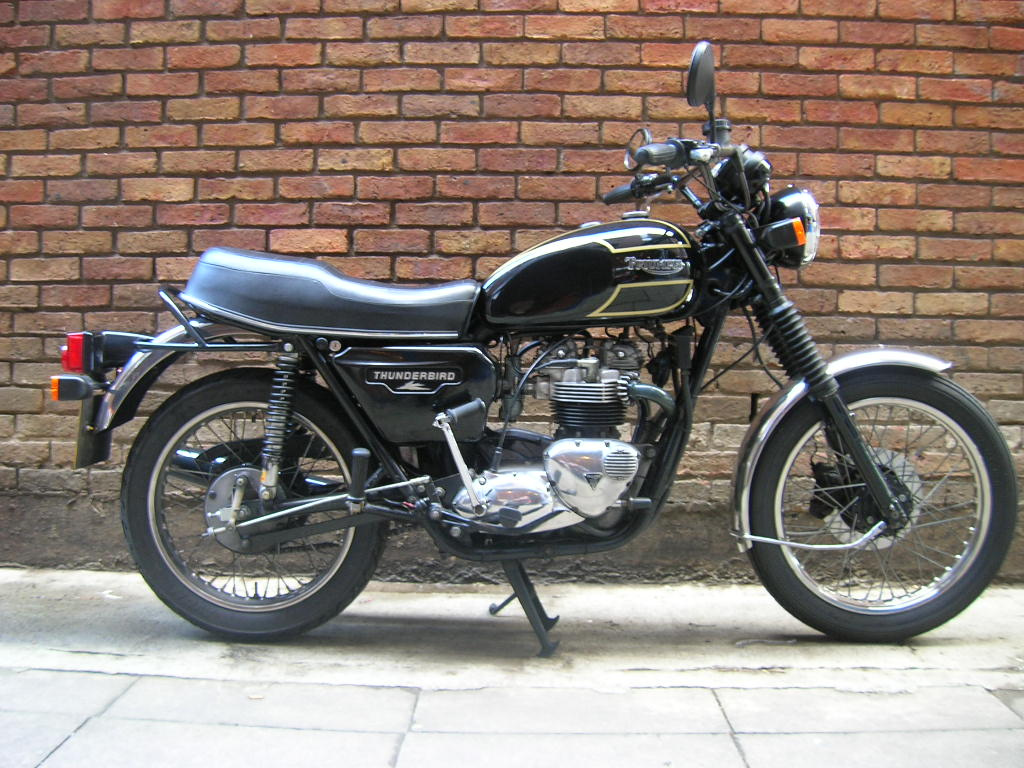

TR65には750ccのT140ボンネビルのエンジンをショートストローク化した650ccのパラレルツインエンジンが搭載されていた。これによってスロットルレスポンスが向上し、高回転域で最大トルクが発生する、より活気のあるエンジンとなった。TR65は30mm径のアマル製シングルキャブレターとリフト量の少ないカムを装備していた。
経済性重視の市場を狙って設計されたこのモデルは、T140よりも保険料が安く、燃費は54 mpg‑imp (19 km/L)を実現していた。コスト削減のため、サイレンサーは1本にまとめられ、電子点火ではなく機械式接点ブレーカーを使用、リアブレーキも高価なディスクブレーキではなくドラムブレーキを装備していた。タコメーターの代わりに、警告灯とイグニッションスイッチがインストゥルメントパネルの右側のポッドに配置されていた。ガーリング製リアサスペンションユニットなどの車体部品は、クロームメッキや研磨仕上げではなくサテンブラックで塗装され、排気システムもそれに合わせてブラッククローム仕上げとなっていた。タイヤは、より高価なエイヴォンのロードランナー（750ccロードスターモデルに採用）ではなく、ダンロップ製ゴールドシール・エコノミータイヤが装着された。一方でトライアンフは、新たに導入されたヨーロッパ製パーツも取り入れており、ドイツのULO製ウインカー、イタリアのラダエッリ製ホイールリム、パイオリ製燃料コックなどが採用されていた。また、1949年に初代サンダーバードのためにエドワード・ターナーがデザインしたオリジナルの「ペーパーダート（紙飛行機）」型サンダーバード・ロゴがサイドパネルのバッジに使用され、モデルの伝統を示していた。トライアンフは、このTR65モデルを宣伝ポスターで「パフォーマンスと経済性の融合」と表現していた。
アメリカ向けには、2ガロンの燃料タンクとアップハンドルを備えたバリエーションが用意された一方で、イギリスおよびその他の地域向けには4ガロンのタンクと低めのハンドルバーが装備されたが、750ccのTR7Vタイガーと同様に、1978年半ば以降に装着されていたアマルMk1キャブレターがアメリカ合衆国環境保護庁（EPA）の規制に抵触していたため、TR65はアメリカには一度も輸出されなかった。TR65は、日本、南アフリカ、西ヨーロッパ、そしてオーストラリア、キプロス、カナダ、ニュージーランドなどのイギリス連邦諸国には輸出されたが、後者3カ国への輸出台数は少数にとどまった。
TR65Sサンダーバード・モデルには、工場出荷時に電子点火装置とセルモーターが装備されていた。
ロンドン在住のリチャードとモプサ・イングリッシュ夫妻は、アフターマーケットパーツのヘディンガム製リーディングリンク式フロントフォークを装着したTR65Sとスクワイア製サイドカーを用いて、1982年から1986年にかけて世界一周の旅を行った。その旅の詳細は夫妻の著書『フル・サークル（Full Circle）』に記されており、使用されたTR65Sとサイドカーの組み合わせは、帰国後しばらくはナショナル・モーターサイクル・ミュージアムに保管されていたが、2010年以降はロンドン・モーターサイクル・ミュージアムに展示されている。

## モデル

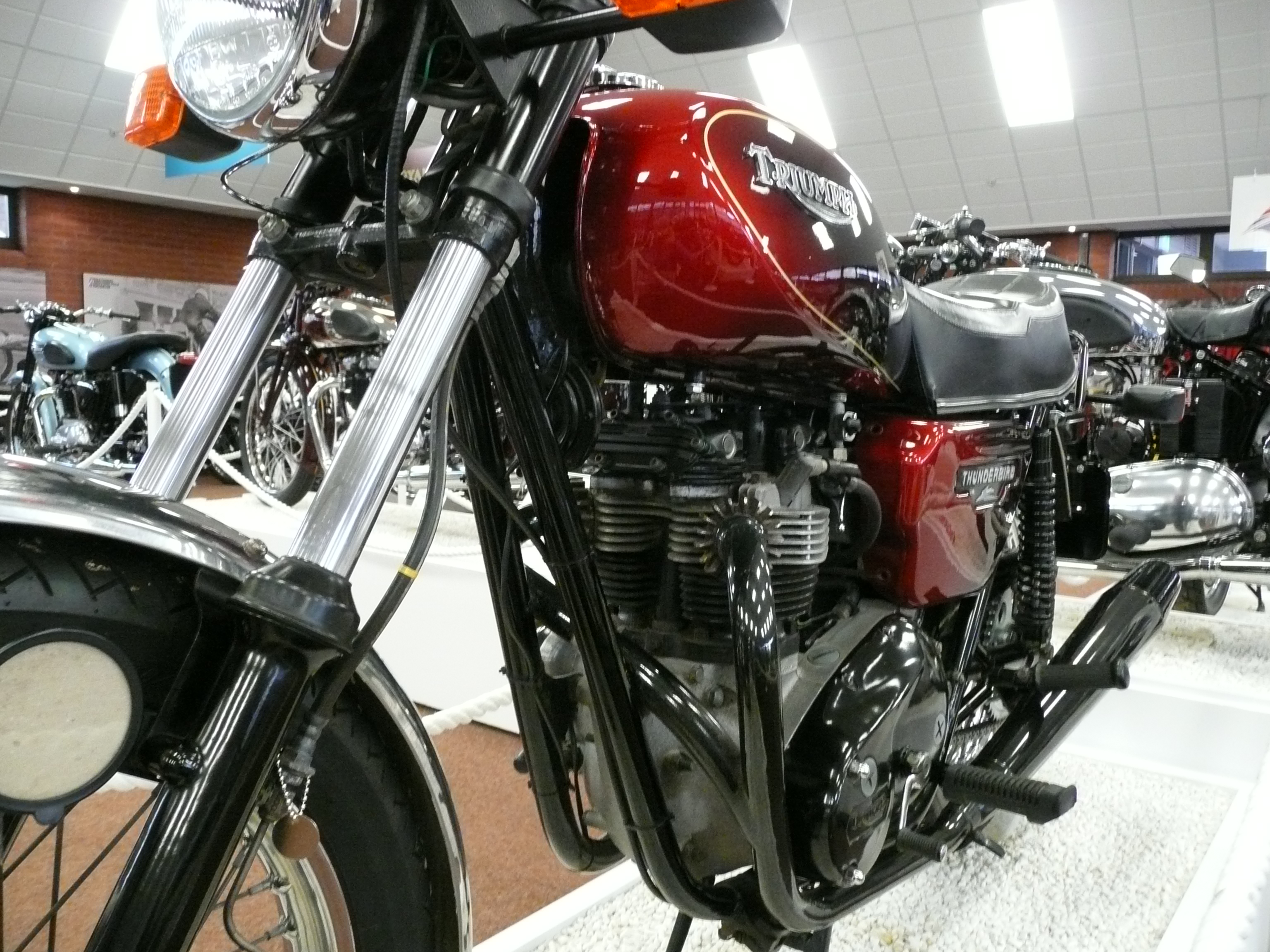
黒塗りのエンジンと集合排気管が見えるナショナル・モーターサイクル・ミュージアムの1981型英国仕様トライアンフ・TR65サンダーバード

英国/その他の地域のTR65モデルには、新設計のイタリア製の4ガロン燃料タンク（写真）が搭載される予定だったが、2009年の著書『Save the Triumph Bonneville!』の中で、元トライアンフ会長のジョン・ロザモンドは、この部品の不足により当初は旧式の4ガロン「ブレッドビン」スタイルのタンクが使用されたと述べている。
1981年には電子点火装置を搭載したトレイルバージョンのTR65T タイガートレイルも登場したが、おそらく750ccモデルと同価格だったことから初期の750ccモデルとともに販売不振から1982年後半にはラインナップから外されていた
。
トライアンフの1982/83年のラインナップ・パンフレットによると、そのシーズンの「USAスタイル」のサンダーバードは、従来のサテンブラック仕上げの車体部品を廃止し、代わりに明るいクロームメッキ、磨き上げられたアルミパーツ、タコメーター、2本出しのクローム仕上げのエキゾースト、そして標準で黒いスプリング付きのマルゾッキ製リアサスペンションユニットを採用していた。一方、イギリス仕様では、ツインエキゾースト、マルゾッキ製サスペンション、タコメーターが追加されたものの、1981/82年モデルのサテンブラック仕上げのパーツが引き続き使用されていた。両バージョンとも引き続きポイント点火を搭載していたが、750ccモデルと同様に、エイヴォン製ロードランナー・タイヤが装着されるようになっていた。1982年のUSA仕様と英国／その他地域（RoW）仕様では、価格にも差が設けられていた。
10台のTR65がメリデンから特別に注文されレスター自転車競技場での自転車スピードトライアル用のワーク/ペース・バイクとしてデルニーに改造され、その後はロンドンのハーン・ヒル自転車競技場に保管されていた。
1984年に計画され、T140 TSXをモデルにしたカスタムモデルと、さらにボアダウンしたTR60 600ccサンダーバードが発表されたものの生産には至らず]、協同組合は1983年末に閉鎖された。新しい600ccエンジンのボア×ストロークは76mm×66mm、圧縮比は8.5:1で、キックスタートは装備されておらず、セルモーターが標準装備されていた。これは、トライアンフの大型モデルの保険料が高すぎる、資格取得後間もないライダーをターゲットにしていた。
プロトタイプのサンダーバード600は、イギリス国防省の発注に応えるため、工場で従来型のキックスタート式TR65に改造された。ヴィンテージ・モーターサイクル・クラブが保有するメリデン・トライアンフ工場の生産記録によると、1983年6月1日に製造されたこのTR65は、メリデン工場が同年8月に閉鎖される前に製造された最後の650ccオートバイであり、最後から2番目に製造されたオートバイでした。

## トライアンフ・デイトナ600ccプロトタイプ

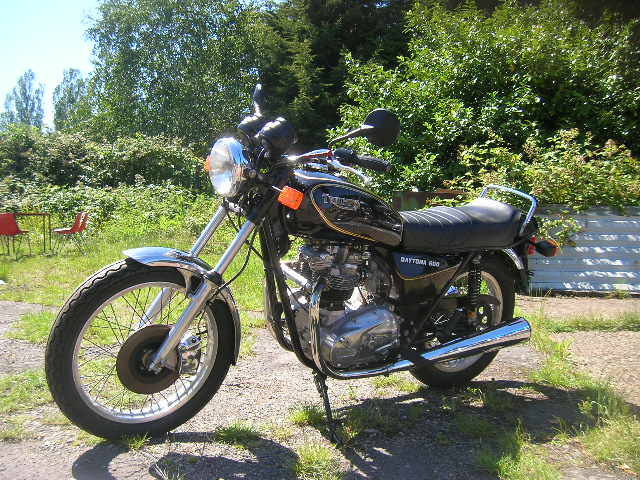
ロンドン・モーターサイクル・ミュージアムに展示されている、トライアンフのメリデン工場で作られた1983年の600ccデイトナのプロトタイプ

600ccのトライアンフ・デイトナ600（Triumph Daytona 600）が1983年にトライアンフのメリデン工場で作られた。これは650ccのTR65サンダーバードをショートストローク化してツイン・キャブレター化したもので、圧縮比は8.5:1だったが、（結局実現しなかった）1984年の新モデルとしてナショナル・エキシビジョン・センターで開催された1983年のモーターサイクル・ショーで展示された。この年の英国内市場向けモデルとしては珍しく、後よりのフットレストと、トライアンフ・T140 TSX の短いクロームメッキのリアマッドガードの上にプラスチック製の「ダックテール」リアエンドが装備されていた。フロントはディスクブレーキだったが、リアブレーキはTR65サンダーバードと同じドラムブレーキが採用されていた。
最高速度は時速100マイル以上と謳われ、メリデンがターゲットとした市場は、保険料によって650ccや750ccのバイクが非常に高価なものとなっている、資格を取得したばかりのライダーであったと言われている。2台のプロトタイプが作られ、1台はセルモーター付きのショーバージョン、もう1台はテスト用のキックスタート付きであった。後者は、1983年にメリデンの工場がついに閉鎖された後に唯一残されたもので、ロンドン・モーターサイクル・ミュージアムに展示されている。

## 書誌
- Bacon, Roy (1995). Triumph Twins and Triples. Niton Publishing. ISBN 978-1-85579-026-1
- Richard & Mopsa English One Lap of the Earth (Cycle World magazine)
- Triumph Motorcycle (Meriden) Ltd publicity material
- Contemporary road tests from Motor Cycle News, Motor Cycle Weekly, Superbike, Motorcycling, Bike, Motorcycle Mechanics, Classic Bike magazines